# Ghana na letních olympijských hrách
Ghana na letních olympijských hrách startuje od roku 1952. Toto je přehled účastí, medailového zisku a vlajkonošů na dané sportovní události.

## Přehled účastí na Letních olympijských hrách
| Dějiště LOH            | LOH      | Vlajkonoš                 | Zlatá medaile | Stříbrná medaile | Bronzová medaile | Celkem |
| ---------------------- | -------- | ------------------------- | ------------- | ---------------- | ---------------- | ------ |
| 1952 Helsinky          | LOH 1952 | nebyl                     |               |                  |                  | 0      |
| 1956 Melbourne         | 1956     |                           |               |                  |                  | Ne     |
| 1960 Řím               | LOH 1960 | nebyl                     |               | 1                |                  | 1      |
| 1964 Tokio             | LOH 1964 | nebyl                     |               |                  | 1                | 1      |
| 1968 Ciudad de México  | LOH 1968 | nebyl                     |               |                  |                  | 0      |
| 1972 Mnichov           | LOH 1972 | Sam Bugri                 |               |                  | 1                | 1      |
| 1976 Montréal          | 1976     |                           |               |                  |                  | Ne     |
| 1980 Moskva            | 1980     |                           |               |                  |                  | Ne     |
| 1984 Los Angeles       | LOH 1984 | Makarios Djan             |               |                  |                  | 0      |
| 1988 Soul              | LOH 1988 | John Myles-Mills          |               |                  |                  | 0      |
| 1992 Barcelona         | LOH 1992 | nebyl                     |               |                  | 1                | 1      |
| 1996 Atlanta           | LOH 1996 | Moro Tijani               |               |                  |                  | 0      |
| 2000 Sydney            | LOH 2000 | Kennedy Osei              |               |                  |                  | 0      |
| 2004 Athény            | LOH 2004 | Andrew Owusu              |               |                  |                  | 0      |
| 2008 Peking            | LOH 2008 | Vida Anim                 |               |                  |                  | 0      |
| 2012 Londýn            | LOH 2012 | Maxwell Amponsah          |               |                  |                  | 0      |
| 2016 Rio de Janeiro    | LOH 2016 | Flings Owusu-Agyapong     |               |                  |                  | 0      |
| 2020 Tokio             | LOH 2020 | Nadia Eke Sulemanu Tetteh |               |                  | 1                | 1      |
| 2024 Paříž             | LOH 2024 |                           |               |                  |                  | x      |
| Celkem                 | 15       |                           | 0             | 1                | 4                | 5      |
| Zdroj na Olympedia.org |          |                           |               |                  |                  |        |

## Listina medailistů
| Medal            | Sportovec | LOH         | Sport       |
| ---------------- | --- | ----------- | ----------- |
| Stříbrná medaile | Clement Quartey | Ghana (GHA) | 1960 Box    |
| Bronzová medaile | Eddie Blay | Ghana (GHA) | 1964 Box    |
| Bronzová medaile | Prince Amartey | Ghana (GHA) | 1972 Box    |
| Bronzová medaile | Ghana Joachin Yaw Acheampong Simon Addo Sammi Adjei Frank Amankwah Bernard Aryee Isaac Asare Kwame Ayew Ibrahim Dossey Mohammed Gargo Samuel Kumah Nii Lamptey Yaw Preko Shamo Quaye | Ghana (GHA) | 1992 Fotbal |
| Bronzová medaile | Samuel Takyi | Ghana (GHA) | 2020 Box    |